# Åra

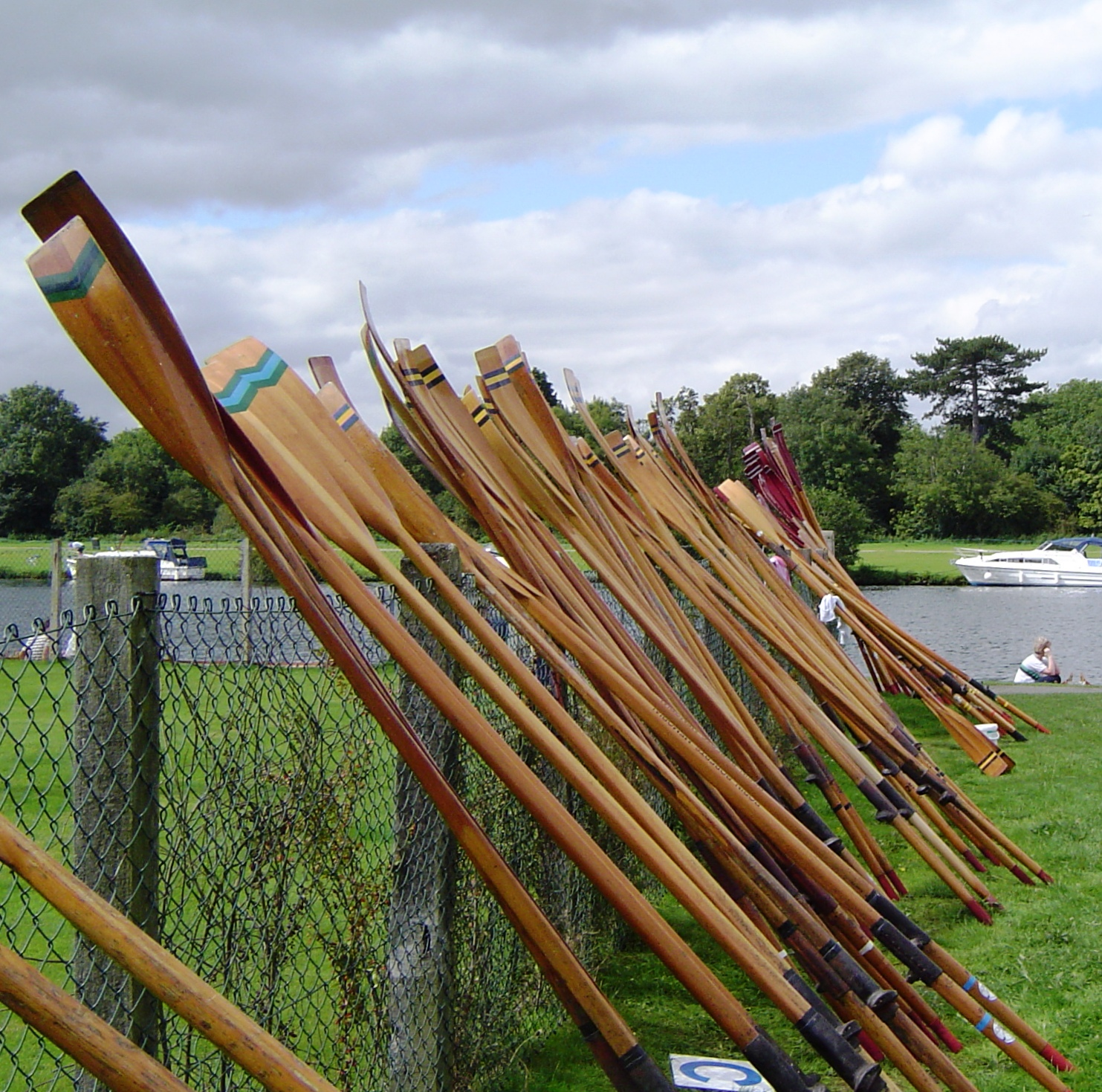
Traditionella åror i trä för tävlingsrodd

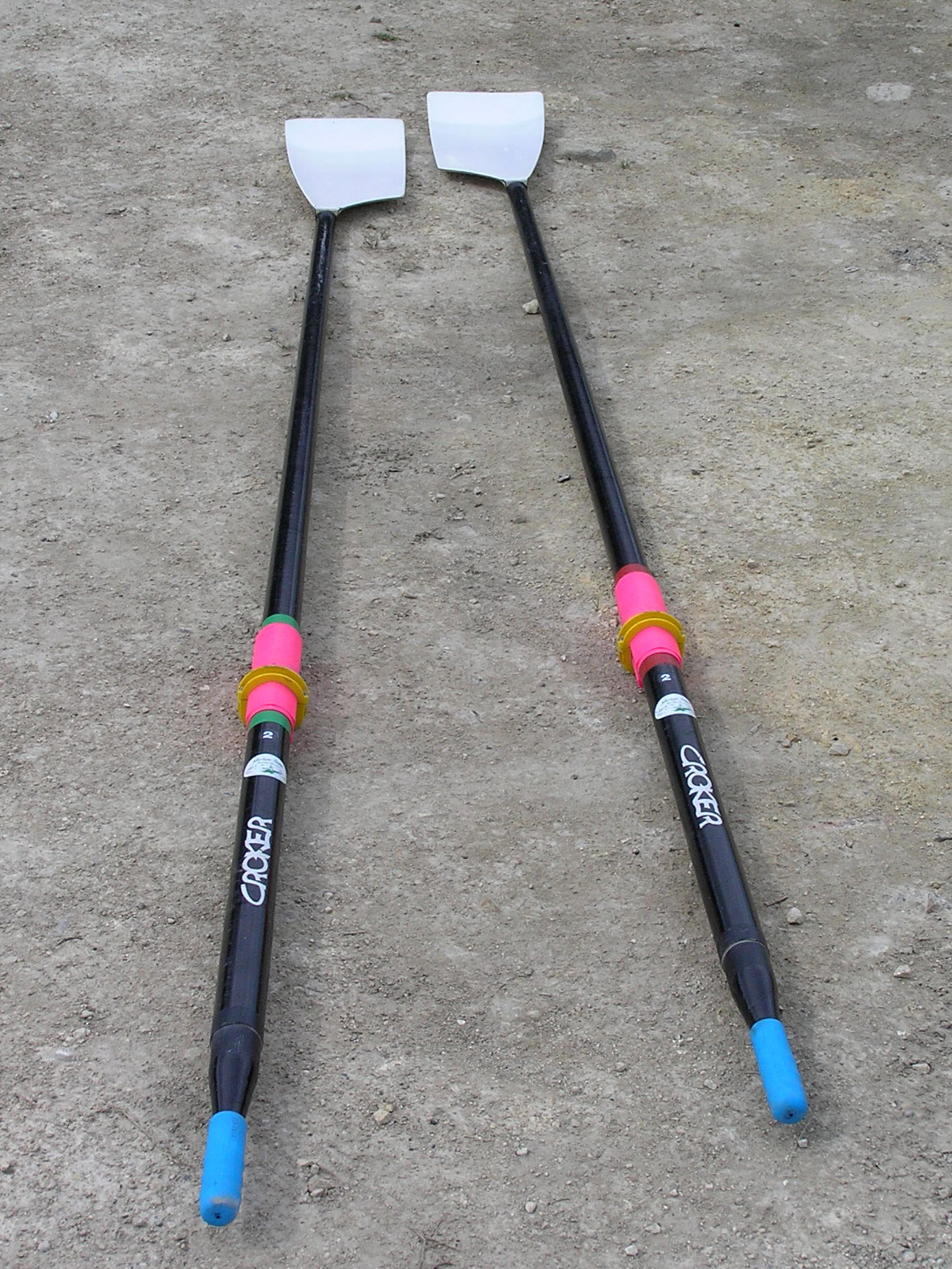
Åror för tävlingsrodd.

Åra, av fornsvenskans ar, ett redskap som används för att ro en båt framåt med hjälp av handkraft. Roddaren överför kraft för båtens förflyttning i vattnet genom att åran används som hävstång. En åra är fäst utefter en båts reling, eller ligger an på eller i relingen med olika slag av årtullar.
För att ro en båt behövs minst ett par åror, men beroende av båttyp används ett flertal årpar för enkel eller dubbelrodd. 
Den platta avtunnade yttersta delen av åran kallas blad. En åras skaft kan ha olika form från cylindriskt till fyrkantigt beroende av tradition i äldre båtar, skaftet kan tillta något i tjocklek ut till handtaget. Årdelen närmast handtaget kallas lom och vilar under rodden på årtullen eller i en årklyka, och kan vara försedd med läder (årläder) för att skydda mot nötning. Att använda en åra för att ta tag mot botten kallas att staka.
- Vid vrickning används bara en åra, som då läggs i ett urtag i akterspegeln. Genom att föra åran fram och tillbaka i sidled och samtidigt vrida den på rätt sätt får man båten att gå framåt.
- En styråra är en lång bredbladig åra, föregångare till rodret.